# 王瑾 (明朝舉人)
王瑾，保定府安肅縣人，明朝政治人物。

## 生平
宣德己酉鄉試中舉。正統年間，授陝西西安府咸陽縣知縣。隨後自膚施縣知縣升延安府知府。官至河南右布政使。